# Renato Chiodini
Renato Chiodini (Milano, 1914 – Milano, 6 novembre 1983) è stato un militare italiano.

## Biografia
Di professione disegnatore meccanico, svolge il servizio militare nel 1935 venendo assegnato alla Caserma Pio Spaccamela di Udine.
Richiamato alle armi allo scoppio del secondo conflitto mondiale, ottiene di frequentare il corso da Guastatore a Tarquinia.
Inviato in Africa settentrionale nel 1941 fece parte dell'avanguardia di assalto alle posizioni fortificate della cinta di Tobruk (assieme alla medaglia d'oro, caporale guastatore Giovani Leccis che perisce nell'azione) riuscendo a forzarle per primo.
Per tale azione Chiodini viene decorato con la MAVM.
Partecipa successivamente a tutto il ciclo del 31° Guastatori nella prima e seconda battaglia di El Alamein, venendo seriamente colpito all'addome durante la ritirata che vede il suo reparto come unico superstite del X Corpo d'armata.
Dopo il rimpatrio e la convalescenza, non lascia il 31°, nel frattempo ricostituito come Genio Guastatori alpini ad Asiago dove come motociclista portaordini rimane in servizio fino all'8 settembre del 1943.
Dopo l'armistizio si unisce alla lotta partigiana insieme al proprio comandante, il maggiore Paolo Caccia Dominioni, con il quale condivide i rischi e le difficoltà di diciannove mesi di lotta clandestina fino alla liberazione, partecipando a numerose azioni ricordate efficacemente da Caccia Dominioni nel suo diario "Alpino Alla Macchia" (Cavallotti Editori, Milano, 1977)
Dopo la fine del conflitto Chiodini ritorna alla propria attività di operaio meccanico fino al giugno 1950, quando, in occasione della consegna delle Medaglie d'Argento e di Bronzo al Valor Militare alla Bandiera del 31° Guastatori, chiede al suo ex comandante di poterlo raggiungere ad El Alamein, dove questi ha iniziato il recupero delle salme dei caduti e la costruzione del Sacrario italiano.
Chiodini resta ad El Alamein per 12 anni, durante i quali svolge attività di identificazione, ricerca e trasporto delle salme, edilizia, manutenzione dei mezzi e creazione del primo nucleo del Museo del Sacrario. Fra le frequenti disavventure dell'ambiente desertico, il 31 marzo 1951 viene ferito al braccio dall'esplosione di una mina e nuovamente il 29 giugno dello stesso anno resta coinvolto in una esplosione -avvenuta in un campo minato posato all'epoca dei combattimenti dalla "Folgore"- che colpisce la jeep sulla quale viaggia con Caccia Dominioni.
Dal 1958 alla primavera del 1962 rimane da solo ad El Alamein a continuare l'opera iniziata dal suo Comandante: per tali meriti viene decorato dell'Ordine della Stella d'Italia (già Stella della solidarietà italiana).
Rientrato in Italia riprende la propria attività civile come impiegato alla Montedison, nella quale svolge mansioni di capo ufficio fino alla quiescenza.